# Liste der Bischöfe von Palermo
Die folgenden Personen waren Bischöfe bzw. Erzbischöfe des Bistums bzw. Erzbistums Palermo auf Sizilien in Italien:

## Bischöfe
- Philipp
- Theodor I. 125
- Theobald I. 447
- Graziano I. 451
- Heiliger Mamiliano (455–460)
- Giustino (oder Giustiniano) 480
- Graziano II. 501
- Agatone 580
- Viktor (590–602)
- Johann 603
- Felix 649
- Theodor II. 819
- ? 819
- Luca 832

## Erzbischöfe und Metropoliten
- Nicodemus (1065–1073)
- Alcherius (1083–1110)
- Walter I. (1111–1122)
- Peter (1123–1132)
- Roger Fesca  (1141–1147)
- Hugo (1150–1161)
- Stephan von Perche (1167–1168)
- Walter II. (1169–1190) (fälschlich Walter of the Mill)
- Bartholomäus (1192–1199)
- Walter III. de Pagliara (1200)
- Peter II. (1201–1204)
- Parisius I. (1210–1212)
- Berardo de Castanea (Castaca, Castecca oder Castagna?) (1213–1252)
- ? 1253
- Sedisvakanz (1254–1257)
- Guglielmo (1257–1260)
- Leonardo de Comitibus (Comiti) (1261–1268)
- Giovanni Misnelio (Du Mesnil) (1273 oder 1285–1294)
- Pietro Santafede (1278–1284)
- Teodorico Raineri (1286–1294)
- Tizio Rogereschi (del Colle) (1295–1304)
- Bartolomeo de Antiochia (1305–1311) (Staufer)
- Francesco de Antiochia (1311–1320) (Staufer)
- Giovanni Orsini (1320–1333)
- Matteo Orsini (1334–1336)
- Parisio II. (1336–1337)
- Theobald II. (1338–1350)
- Ruggero de Pulcheriis (Pulcheri), O.F.M. (1351)
- Arnaldo Migliore (1360–1362)
- Ottaviano de Labro (1362–1363)
- Melchiorre Bevilacqua (1363–1364)
- Martino Arezzo (1365)
- Matteo de Cunis (oder Delle Porta) (1366–1377)
- Nicolò Montaperto (oder Cosucchi) (1377–1382)
- Ludovico Bonito (1383–1392)
- Alberto Villamarino (1392)
- Raimondo Santapace (Santapau) (1393)
- Gilforte Riccobono (1397–1398)
- Giovanni Procida (1400–1410)
- Giovanni Termini (1411–1413)
- Ubertino de Marinis (Marino) (1414–1434)
- Nicolaus de Tudeschis (De Tudischis) (1434–1445)
- Mario Orsini (1445)
- Simone Beccadelli (1445–1465)
- Nicolò Puxades (oder Pujades oder Bajada) (1466–1467)
- Giovanni Burgio (1467–1469)
- Paolo Visconti (1469–1473)
- Philipp von Aragon aus Navarra (1474–1485) (Haus Trastámara)
- Pierre de Foix (1485–1489)
- Giovanni Paternò (1490–1511)
- Francesco Remolino (oder Rodamilans) (1511–1518)
- Thomas Cajetan (1518–1519)
- Giovanni Carandolet (1520–1544)
- Pietro Tagliavia von Aragonien (1544–1558)
- Francisco Orozco de Arce (1559–1561)
- Ottaviano Preconio (1562–1568)
- Juan Segría (Giovanni Cengria) (1569)
- Giacomo Lomellino (del Campo) (1571–1575)
- Cesare Marullo (1578–1588)
- Diego Haëdo (de Hajedo) (1589–1608)
- Giovanni (Giannettino) Doria e del Carretto (1608–1642)
- Fernando Andrade Castro (1644–1648) (auch Erzbischof von Jaén)
- Martín de León Cárdenas (y Cardines), O.S.A. (1650–1655)
- Pietro Martinez y Rubio (1656–1667)
- Juan Lozano, O.S.A. (1669–1677) (auch Erzbischof von Plasencia)
- Giacomo Palafox y Cardona (1677–1684)
- Ferdinando Bazán y Manríquez (1685–1702)
- José Casch, O.M. (1703–1724)
- Pablo Vilana Perlas (1723–1729)
- Giovanni Maurizio Gustavo (1730–1731)
- Matteo Basile (1731–1736)
- Domenico Rosso e Colonna (1736–1747)
- José Alfonso Meléndez, O.F.M. (1748–1753)
- Marcello Papiniano Cusani (1754–1762)
- Serafino Filangeri (1762–1776)
- Francesco Ferdinando Sanseverino (1776–1793)
- Filippo Lopez y Royo (1793–1802)
- Domenico Pignatelli di Belmonte, C.R. (1802–1803)
- Raffaele Mormile (1803–1813)
- Pietro Gravina (di Montevago) (1816–1830)
- Gaetano Maria Giuseppe Benedetto Placido Vincenzo Trigona e Parisi (1833–1837)
- Ferdinando Maria Pignatelli C.R. (1839–1853)
- Giovanni Battista Naselli Morso e Montaperto (1853–1870)
- Michelangelo (Pierre) Celesia, O.S.B. (1871–1904)
- Alessandro Lualdi (1904–1927)
- Luigi Lavitrano (1928–1944)
- Ernesto Ruffini (1945–1967)
- Francesco Carpino (1967–1970)
- Salvatore Pappalardo (1970–1996)
- Salvatore De Giorgi (1996–2006)
- Paolo Romeo (2006–2015)
- Corrado Lorefice (seit 2015)